# Rudolf August Demme
Rudolf August Demme (* 3. Juni 1894 in Mühlhausen/Thüringen; † 5. Januar 1975 in Merl (Meckenheim)) war ein deutscher Offizier, zuletzt Generalmajor im Zweiten Weltkrieg.

## Leben
Rudolf August Demme trat im August 1914 als Kriegsfreiwilliger in die Armee ein, wurde erst am 24. Juli 1915 Gefreiter und kam am 10. August 1915 zum 1. Rekruten-Depot des Pionier-Ersatz-Bataillons 11, bevor er, nun als Unteroffizier (Beförderung am 22. September 1915) am 13. Juni 1916 kurz zum Minenwerfer-Park-Kompanie Berlin kam. Bereits 5 Tage später erfolgte die Versetzung in die Minenwerfer-Kompanie 310. Hier wurde er am 3. Juni 1917 Vizefeldwebel und erhielt am 1. Juli 1917 seine Ernennung zum Offizier-Aspirant. Vom 9. August 1917 bis 16. April 1918 war er Zugführer in der 3. Feld-Kompanie des Pionier-Bataillons 2 und kam anschließend in das Pionier-Ersatz-Bataillon 2. Am 10. Mai 1918 folgte seine Versetzung in das Pionier-Feld-Rekruten-Depot 12. Ab dem 15. Juli 1918 diente er als Zugführer in der Pionier-Kompanie 402, erhielt am 28. September 1917 seine Beförderung zum Leutnant der Reserve (Patent 13. Juni 1913) und wurde am 21. Dezember 1918 aus dem Heeresdienst entlassen.
Anfang 1937 nahm er als Leutnant zur Reserve an einem Ausbildungs-Lehrgang beim Infanterie-Lehr-Regiment Döberitz und war dann vom 27. Januar 1937 bis 17. Juli 1938 Hauptausbilder bei der Legion Condor im Spanischen Bürgerkrieg. Ab dem 18. Juli 1938 war er zur Auswahlübung beim Pionier-Bataillon 43 in Brandenburg an der Havel, welche bis 13. August 1938 ging. Am 28. September 1938 wurde er Oberleutnant der Reserve. Vom 29. August 1938 bis 31. Dezember 1938 war er an der Waffenschule im Sonderstab W, welcher die „Freiwilligen“ der Legion Condor aussuchte. Am 9. Dezember 1938 wurde er mit Wirkung vom 1. Januar 1939 im Heer als E-Offizier im Rang eines Hauptmanns (E) zur Verfügung des OKW gestellt. Bereits am 30. Januar 1939 wurde er Major (E) mit Wirkung vom 1. Dezember 1938 und am 19. Mai 1939 Major (E) mit RDA vom 1. Dezember 1938. Am 8. Juni 1939 wurde er zum Ausbildungsleiter Aachen I und zeitgleich für einen Monat beurlaubt. Vom 26. August 1939 bis 8. Juli 1939 war er auf einer Mobilisierungsstelle im Stab der Kommandantur der Befestigung am Niederrhein. Er kam in den Stab des Grenadier-Regiments 56. Ab August 1939 war er im Stab des Grenz-Wach-Regiments 56 und dann im Stab des aus dem Grenz-Wach-Regiment 56 entstandenen Grenz-Wach-Abschnitts 56. Ab Februar 1940 war er wieder im Stab des Grenadier-Regiments 56. Mitte Februar 1940 kam er bis Anfang April 1940 zu einem Lehrgang für Pionier-Kommandeure an die Pionier-Schule 2 auf den Truppenübungsplatz Königsbruck bei Dresden. Vom 7. April 1940 bis 12. Juli 1941 war er Kommandeur des neu aufgestellten Pionier-Ersatz-Bataillons 208 in Rathenow. Anschließend war er bis 4. November 1942 Kommandeur des neu aufgestellten Panzer-Grenadier-Regiment 59 der 20. Panzer-Division übernahm. Am 15. Oktober 1941 wurde er mit der Beförderung zum Oberstleutnant (RDA 1. November 1941) zu den aktiven Truppenoffizieren überführt und sollte eigentlich ab 15. Dezember 1941 das Panzer-Pionier-Bataillon 58 übernehmen. Diese Kommandierung wurde aber nicht wirksam und so blieb er Kommandeur des Panzer-Grenadier-Regiments 59. Vom 5. November 1942 bis 9. Januar 1943 war er als Stabsoffizier der Pioniere beim Kommandierenden General Auffrischungsbereich Mitte in Mogilew.
Anschließend übernahm er wieder, nun bis 1. September 1944, das Panzer-Grenadier-Regiment 59. Für die Führung des Regiments erhielt er erst am 14. August 1943 (1961. Verleihung) das Ritterkreuz und am 28. Juli 1944 noch das Eichenlaub zum Eisernen Kreuz. Zum Oberst wurde er am 10. Juni 1943 befördert.
Am 20. September 1944 war er bis 1. Dezember 1944 mit der Führung der 17. Panzer-Division beauftragt. Anschließend kam er in die Führerreserve. Mit Wirkung zum 10. Dezember 1944 war er mit der Führung der 132. Infanterie-Division beauftragt und trat das Kommando an Weihnachten 1944 an. Vom 1. März 1945, er war am 15. März 1945 zum Generalmajor mit Wirkung zum 1. März 1945 befördert worden, bis 8. Mai 1945 war er Kommandeur der 132. Infanterie-Division. Mit der Division kämpfte er im Kurland-Kessel. Am Kriegsende geriet Demme in sowjetische Kriegsgefangenschaft. Am 6. Oktober 1955 wurde er aus dem Kriegsgefangenenlager 5110/48 Woikowo entlassen.
Nach dem Krieg wohnte er u. a. in Frankfurt am Main.

## Auszeichnungen
- Eisernes Kreuz (1914) II. und I. Klasse
- Spange zum Eisernen Kreuz II. und I. Klasse
- Verwundetenabzeichen (1939) in Gold
- Deutsches Kreuz in Gold am 20. September 1942
- Ritterkreuz des Eisernen Kreuzes mit Eichenlaub[4][5]
  - Ritterkreuz am 14. August 1943
  - Eichenlaub am 28. Juli 1944 (537. Verleihung)